# Estació de Moreuil
L'estació de Moreuil és una estació ferroviària situada al municipi francès de Moreuil (al departament del Somme).
És servida pels trens del TER Picardie.
| Provinença | Estació anterior | Línia        | Estació següent       | Destinació |
| ---------- | ---------------- | ------------ | --------------------- | ---------- |
| Amiens     | Thézy-Glimont    | TER Picardie | Hargicourt-Pierrepont | Compiègne  |